# Districtul Wang Chin
Wang Chin (în thailandeză วังชิ้น) este un district (Amphoe) din provincia Phrae, Thailanda, cu o populație de 47.720 de locuitori și o suprafață de 1.216,96 km².

## Componență
Districtul este subdivizat în 7 subdistricte (tambon), care sunt subdivizate în 77 de sate (muban).
| Nr. | Nume      | În thailandeză | Sate | Locuitori |  |
| --- | --------- | -------------- | ---- | --------- |  |
| 1.  | Wang Chin | วังชิ้น           | 11   | 9,166     |  |
| 2.  | Soi       | สรอย           | 11   | 6,565     |  |
| 3.  | Mae Pak   | แม่ป้าก          | 10   | 5,318     |  |
| 4.  | Na Phun   | นาพูน           | 11   | 7,713     |  |
| 5.  | Mae Phung | แม่พุง           | 16   | 8,625     |  |
| 6.  | Pa Sak    | ป่าสัก           | 10   | 5,654     |  |
| 7.  | Mae Koeng | แม่เกิ๋ง          | 8    | 4,679     |  |